# 胡真
胡真（9世纪—？），晚唐武将，最初参与黄巢之乱，后归顺朝廷，效力宣武军节度使朱全忠。

## 生平
江陵人。体貌高大健壮，身高七尺，善骑射。年轻时为县吏。黄巢起兵，推胡真为名将，胡真随黄巢进入淮、浙，攻陷许州、洛阳，杀入长安。黄巢称帝，国号大齐。
后来胡真、谢瞳为黄巢所任同州防御使朱温的亲将。金统三年（882年）八月，黄巢势衰，胡真、谢瞳劝朱温投靠唐朝，随朱温到梁苑。朱温被赐名朱全忠，胡真得表授检校刑部尚书，随朱全忠征战，频频随他在陈州、郑州之间击败黄巢和投靠黄巢的奉国军节度使秦宗权。胡真被任为忠顺都将，中和三年（883年）四月与其余六十九员将领协同收复长安。
光启二年（886年），秦宗权围攻河阳，胡真率先锋步军都头李重胤、踏白都副将王檀打败秦宗权，解河阳之围。十一月，以奇兵袭取义成军军部滑州，于是被署为义成军节度留后。胡真去陕州开通贡路，遣王檀攻玉山寨，收降叛军首领石令殷。
大顺元年（890年）六月，义成军改名宣义军，由已经受任为宣武军节度使和遥领淮南节度使的朱全忠兼任节度使。朱全忠因正在征讨感化军节度使时溥和自称淮南节度使的孙儒，认为领地太大不便调兵戍守，就辞去宣义军节度使，请求以胡真为节度使，获准。胡真又被表为检校右仆射。宣义军的税赋仍然由朱全忠做主，胡真形同朱全忠的附庸。
同年，胡真被征入朝，为右金吾卫大将军，朱全忠最终兼领宣义军而没有继续遥领淮南节度使。乾宁年间，胡真被拜为宁远军节度使、容州刺史、检校太保。死后赠太傅。

## 延伸阅读
[在维基数据编辑]
 《舊五代史·卷16》，出自薛居正《舊五代史》